# Bunovići
Bunovići (cyr. Буновићи) – wieś w Czarnogórze, w gminie Kotor. W 2003 roku liczyła 1 mieszkańca.